# (1440) Rostia
(1440) Rostia ist ein Asteroid des Hauptgürtels, der am 11. Oktober 1937 vom deutschen Astronomen Karl Wilhelm Reinmuth in Heidelberg entdeckt wurde.
Der Kleine Planet 1440 [1937 TF] erhielt auf Vorschlag von Otto Volk den Namen Rostia zu Ehren des Würzburger Mathematikers Georg Rost, des Erbauers der Sternwarte der Julius-Maximilians-Universität Würzburg, die bei dem Bombenangriff auf Würzburg am 16. März 1945 zerstört wurde.